# Lebes gámico

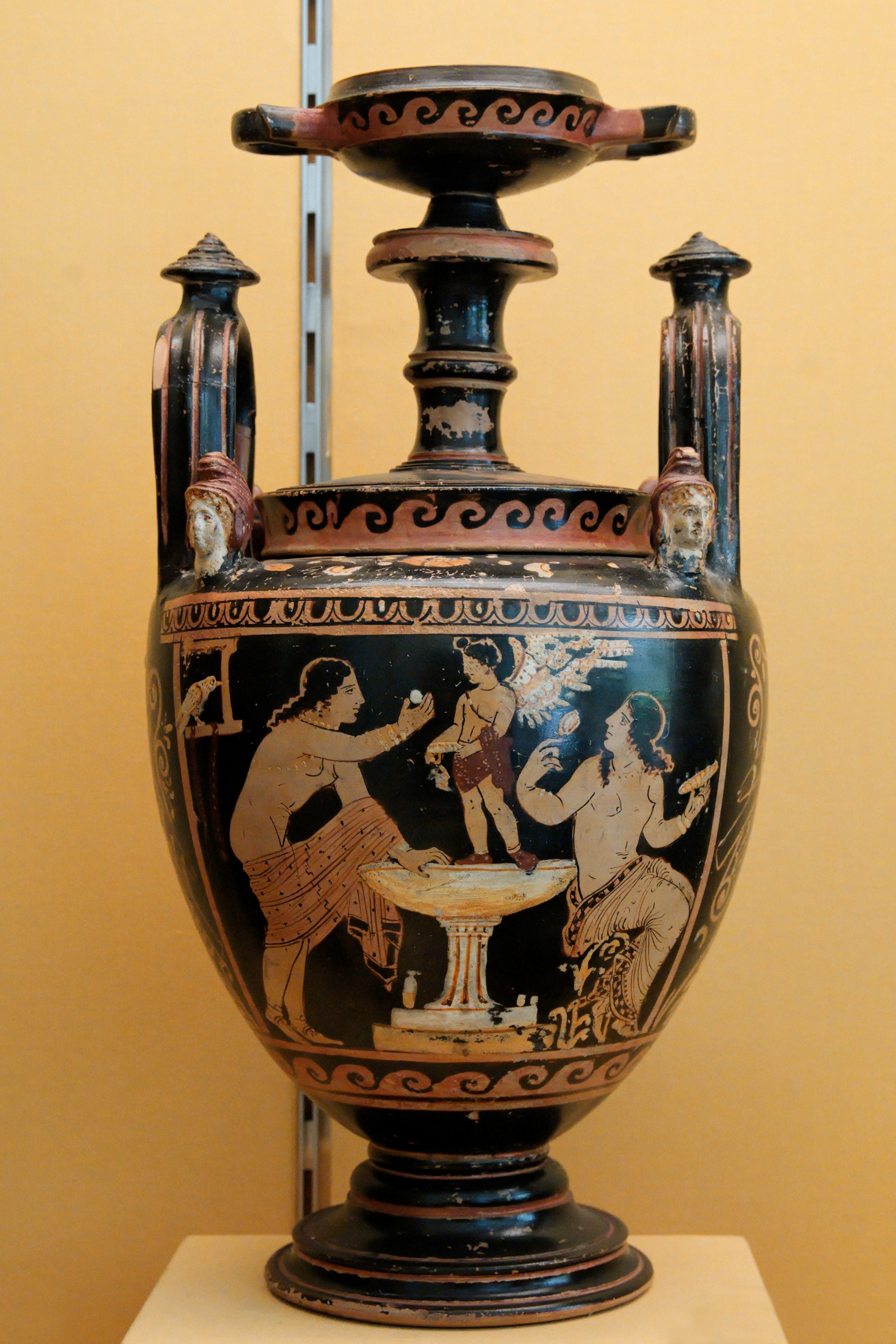
Lebes gámico del pintor Asteas, h. 340 a. C., Museo Arqueológico Nacional, Madrid.

El lebes gámico, lebes gamikos, lebes gámikos o "lebes nupcial", (plural: «lebetes gamikoi», vaso de matrimonio) es un vaso de cerámica semejante al dinos, que se utilizaba por la novia en las ceremonias nupciales de la antigua Grecia, durante el ritual de purificación antes de la boda. Vasija de boca amplia y abierta, con dos asas dobles y verticales, un pedestal más o menos grande; decorada con escenas, principalmente de temática matrimonial, tanto en el cuerpo del recipiente como en el pedestal.

## Decoración
En general aparecen escenas de boda, como la entrega de regalos a la novia o representaciones de bodas míticas como la de Peleo y Tetis), aunque también puede haber una iconografía relacionada con escenas de mimos. Uno de los lebes gámico más antiguos, pintado probablemente por un seguidor de Sófilos (h. 580 - 570  a. C.), representa un cortejo nupcial acompañado de carros que transportan a Menelao y Helena de Troya y a los hermanos de la novia.